# Penrosetessellation

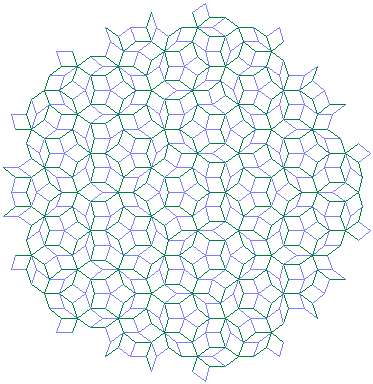
En Penrosetessellation.

Penrosetesselation, eller penrosemönster, är en aperiodisk tessellation med aperiodiska plattor, som har uppkallats efter den brittiske matematikern Roger Penrose. Denne presenterade sådana under 1970-talet i samarbete med matematikern John H. Conway. En annan matematiker som arbetade mycket med Penrosetessellationer var Robert Ammann, som oberoende av Penrose upptäckte Penroses tredje set.
Att Penrosetessellationen är aperiodisk innebär att om man fyller ett euklidiskt plan med plattor som inte överlappar varandra, så kan man inte återfinna ett godtyckligt valt mönster i plattläggningen. Att plattorna är aperiodiska, betyder att de endast kan användas till att bilda en aperiodisk tessellation.
Penrosetessellation har dessutom fler egenskaper. En är att om man skulle lägga ut en Penrosetessellation på ett oändligt stort plan och sedan välja ett ändligt område så kan man återfinna detta område ett oändligt antal gånger på denna tessellation och alla andra tessellationer med samma plattor.

## Olika set av plattor
Penrose tog fram tre set av olika plattor. Det är de två senare paren som är mest kända och som man oftast ser. Seten står här i ordning efter Penrose skapade dem. Seten har också inbördes relationer, som att man kan fylla ett mönster av ett set med ett annat set, om man skär bitarna på speciella sätt.

### Set nummer 1
Det första setet av plattor som Penrose skapade bestod av sex olika plattor. Penrose hittade detta mönster när han försökte skapa en tessellation med femhörningar, vilka vanligtvis lämnar glapp när man försöker fylla ut en tvådimensionell yta med dem. Setet består därför av tre femhörningar, en romb, en femuddig stjärna och en "båt"(som stjärnan men med två uddar borttagna) som endast får ligga bredvid varandra på särskilda sätt (mer om detta finns på följande hemsida (engelska))

### Set nummer 2

En "drake" och en "pil"

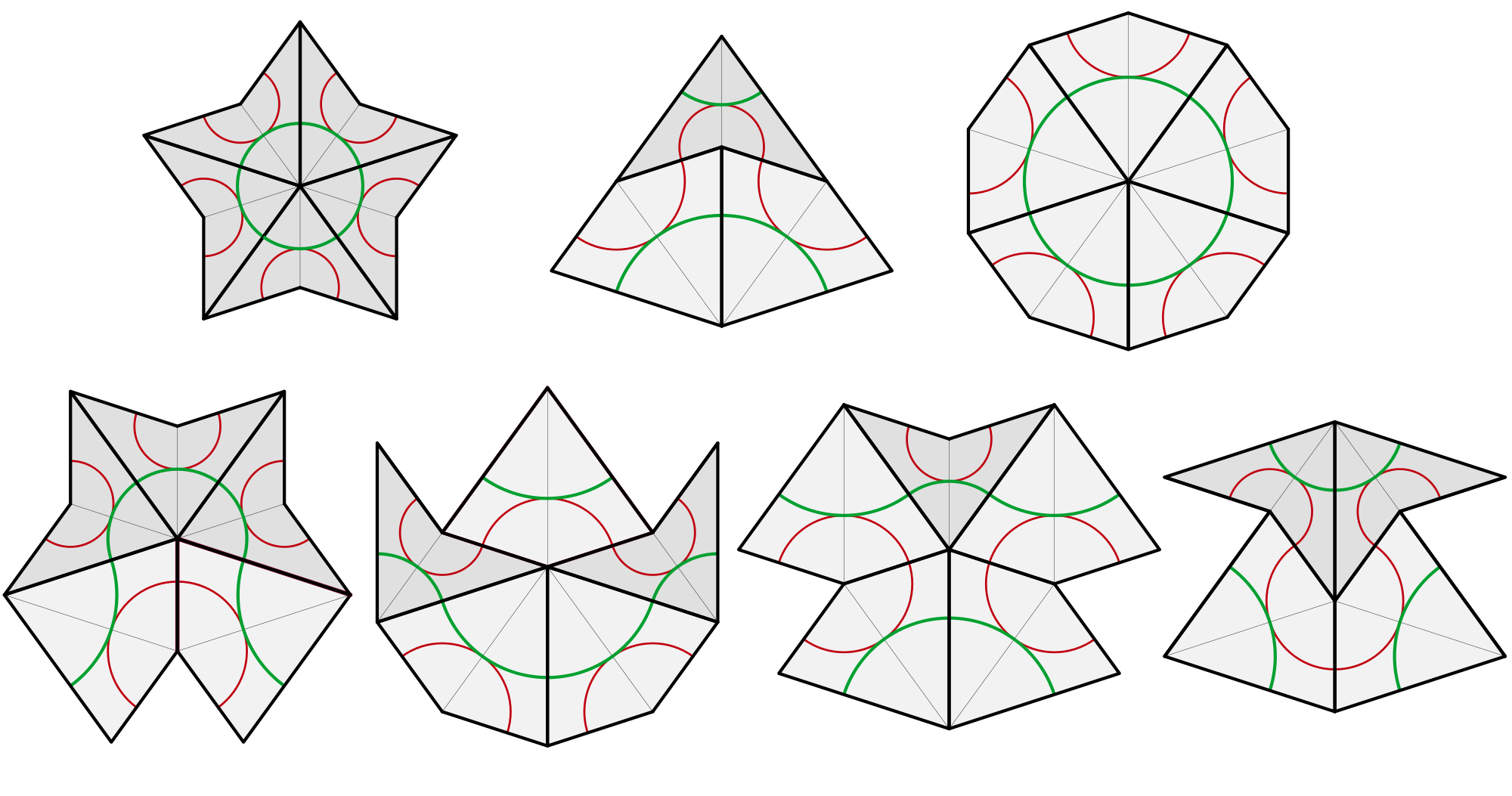
De sju figurer som kan skapas med "drake och pil".

Det andra setet är ett set av två stycken plattor som kallas för "drakar" och "pilar". Bilden till höger visar hur dessa två plattor ser ut.
Detta set är Penroses första set med två stycken plattor. Setet kan skapas genom att ta en romb med vinklarna 72 grader och 108 grader, märka ut punkten som ligger en sidlängd in mellan de spetsiga vinklarna och därifrån skära romben i två bitar med två snitt från de trubbiga vinklarna till den utmärkta punkten. De två bitarna får däremot inte sättas ihop på samma sätt när man lägger ut plattorna utan man måste följa vissa begränsningar (i bilden till höger innebär det att de färgade linjerna måste hänga ihop om tessellationen ska vara korrekt).
Det här setet har skapat och lett till andra undersökningar. Som vilka former man kan skapa om man börjar med en form där alla bitar ska ha en gemensam punkt där vinklarna möts och hur deras "kungadömen"(de plattor som direkt bestäms av startformen) ser ut. Två av dessa former (solen och esset) kräver inga speciella plattor omkring sig och två de ovanstående formerna (solen och stjärnan) är centrum i de två enda Penrosetessellationerna med perfekt femfaldig symmetri med dessa plattor.

### Set nummer 3

De båda romberna

Penroses tredje set är ett par romber som hänger ihop med drakarna och pilarna. Till exempel så är alla vinklar multipler av 36 grader. I likhet med det andra setet så får dessa plattor inte läggas hur som helst mot varandra utan har vissa restriktioner. På bilden till höger visas detta både genom linjerna som ska överensstämma med varandra och spikarna på sidorna som bara kan passas in i det liknande hålrummet.
Det tredje setet är väldigt nära besläktat med det andra setet vilket leder till att allt som kan sägas om det andra setet är också sant om det tredje setet. Vilket set forskare och matematiker använder och undersöker beror därför på personlig åsikt.

#### Inflation och deflation
Penrose upptäckte också en speciell egenskap hos sitt andra set, en egenskap som också gäller för hans tredje set, nämligen att pilarna i en Penrosetessellation med drakar och pilar kan delas på mitten och sedan klistras på "kortsidorna" till nya former. Det som då uppstår, är en ny Penrosetessellation. Denna består av samma sorts bitar som den förra (pilar och drakar), men bitarna är nu större. Detta fenomen kallas för inflation. Det motsatta fallet existerar också och kallas för deflation och är en viktig del när det gäller att bevisa Penrosetessellationernas aperiodicitet.

## Penrosetessellation och det gyllene snittet
Penrosetessellationerna står i nära relation till det gyllene snittet (φ) och fibonacciföljden.
Några exempel är följande:
- Om man mäter längden mellan de två motstående olika vinklarna på både draken och pilen, och jämför drakens längd mot pilens längd, så är proportionen däremellan φ.
- Fyller man ett oändligt stort plan med drakar och pilar, är det vara φ mer drakar än pilar. Detta är också är beviset för att Penrosetessellationen är aperiodisk.
- Om man tar ett ändligt cirkulärt område med diameter d på en oändligt stor Penrosetessellation, så återfinns kanten på ett identiskt område som mest φ²·d ifrån det första områdets kant.

## Bevis
En sak som ligger till grunden för att bevisa att Penrosetessellation är aperiodisk, och som är relativt enkel att se om man räknar lite på plattorna, är att man i set nummer 2 och set nummer 3 behöver φ(gyllene snittet) antal fler "stora" plattor än "små" (det vill säga fler drakar än pilar i det andra setet och fler trubbiga romber än spetsiga romber i det tredje setet). Att denna proportion är irrationell, innebär att det inte finns någon enstaka cell av plattor som man kan fylla hela planet med.
Det enda som man kanske kan anföra mot detta bevis, är att även om man räknar på det, så kan det vara svårt att gå med på att proportionen för en Penrosetessellation på ett oändligt plan är just φ (även om det är troligt). Detta kan däremot bevisas med hjälp av deflation. När de båda plattorna i det andra setet delas mellan de två olika motstående vinklarna, blir det två stycken "gyllene trianglar", en trubbig triangel {\displaystyle T} och en spetsig triangel {\displaystyle S}. Om man därefter använder deflation så blir den trubbiga triangeln till en trubbig och en spetsig triangel ({\displaystyle ^{1}T=1S+1T}) och den spetsiga triangeln till två spetsiga och en trubbig triangel({\displaystyle ^{1}S=2S+1T}). Anta att man nu delar upp trianglarna n antal gånger: antalet trubbiga och spetsiga trianglar blir då följande:
{\displaystyle ^{n}T=F_{2n}S+F_{2n-1}T}
{\displaystyle ^{n}S=F_{2n+1}S+F_{2n}T}
Där {\displaystyle ^{n}T} är förhållandet om man startar med en trubbig triangel, {\displaystyle ^{n}S} är förhållandet om man startar med en spetsig triangel och {\displaystyle F_{n}} är det {\displaystyle n}:te Fibonaccitalet. Detta ger att förhållandet mellan trianglarna är {\displaystyle F_{n+1}/F_{n}} oavsett vilken form man börjar med. Om man nu låter {\displaystyle n} gå mot oändligheten så går detta förhållande mot just φ. Eftersom både draken, pilen och de båda romberna är uppbyggda av två likadana av ovanstående trianglar så gäller detta förhållande även för det andra och tredje setet (och också det första setet även om det inte ses lika lätt).

## Kvasikristaller
Robert Ammann, som parallellt med Penrose upptäckte Penroses tredje set, hade när Penrose gick ut med sina aperiodiska tessellationer redan börjat tänka i tre dimensioner och hittat två stycken romber som liksom Penroses tredje set skapade en aperiodisk tessellation, men i tre dimensioner.
Detta blev ännu mer intressant när Dan Shechtman ungefär tio år senare hittade ett liknande mönster i en aluminium-magnesium-legering. Detta skapade uppmärksamhet till Penrosetessellationerna och skapade uttrycket kvasikristaller för sådana ordnade kristaller, som bildar en aperiodisk tessellation i rummet.

## Vidare frågor
Penrosetessellationerna har efter sin upptäckt skapat vidare frågor:
- En fråga är till exempel om det finns ett par plattor som inte är relaterade till det gyllene snittet men som ändå kräver aperiodicitet eller om det finns ett par konvexa plattor som skapar ett aperiodiskt mönster utan att behöva läggas på speciella sätt mot varandra.

- Den största frågan fram till mars 2023 var dock om det finns en enda platta som bara kan skapa starka aperiodiska tessellationer. I november 2022 hittade hobbymatematikern David Smith en kandidat som verkade lösa problemet och i mars 2023 publicerade Smith tillsammans med Joseph Samuel Myers, Craig Kaplan och Chaim Goodman-Strauss ett matematiskt bevis som visar att plattan är starkt aperiodisk. Artikeln undergår ännu peer-review.[1]